# Neue Deutsche Biographie

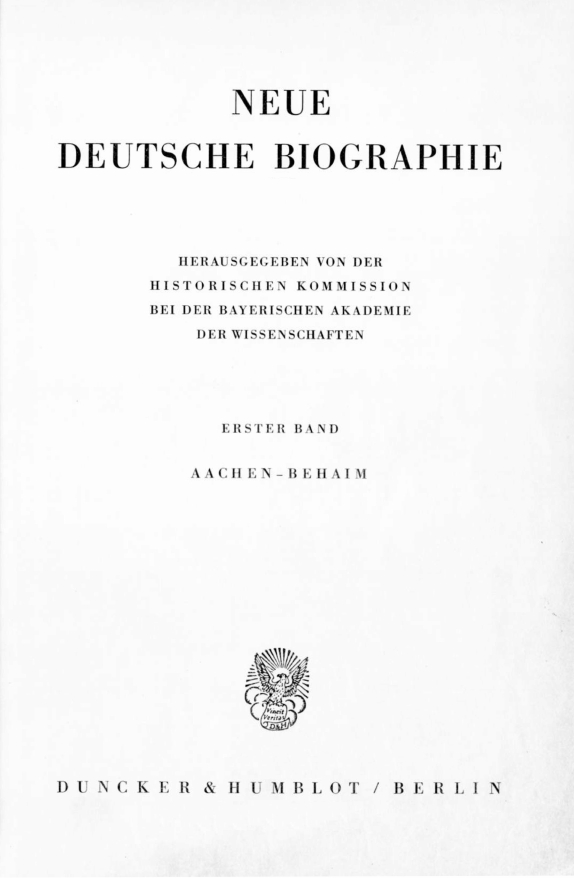
Pagina de titlu a primului volum a Noua Biografie Germană care a apărut în 1953

Neue Deutsche Biographie (abreviat NDB, traducere aproximativă Noua Biografie Germană) este un dicționar biografic publicat de o comisie de istorici a Academiei de Științe din Bavaria (Bayerische Akademie der Wissenschaften). Este una dintre cele mai importante surse de informație germane cu privire la date biografice, alături de Allgemeine Deutsche Biographie (ADB). Până în aprilie 2015 au fost editate 25 de volume, care conțin peste 21.800 de articole. Ediția tipărită urmează a fi încheiată în anul 2020, cu volumul 28.

## Volume
Neue Deutsche Biographie este publicată de editura Duncker & Humblot din Berlin.
1. Aachen – Behaim. 1953, Nachdruck (retipărit) 1971
2. Behaim – Bürkel. 1955, Nachdruck 1971
3. Bürklein – Ditmar. 1957, Nachdruck 1971
4. Dittel – Falck. 1959, Nachdruck 1971
5. Falck – Fyner (voran: Faistenberger). 1961, Nachdruck 1971
6. Gaál – Grasmann. 1964, Nachdruck 1971
7. Grassauer – Hartmann. 1966
8. Hartmann – Heske. 1969
9. Heß – Hüttig. 1972
10. Hufeland – Kaffsack. 1974
11. Kafka – Kleinfercher. 1977
12. Kleinhans – Kreling. 1980
13. Krell – Laven. 1982
14. Laverrenz – Locher-Freuler. 1985
15. Locherer – Maltza(h)n. 1987 ISBN 3-428-00196-6
16. Maly – Melanchthon. 1990 ISBN 3-428-00197-4
17. Melander – Moller. 1994 ISBN 3-428-00198-2
18. Moller – Nausea. 1997 ISBN 3-428-00199-0
19. Nauwach – Pagel. 1999 ISBN 3-428-00200-8
20. Pagenstecher – Püterich. 2001 ISBN 3-428-00201-6
21. Pütter – Rohlfs. Mit ADB & NDB-Gesamtregister auf CD-ROM. 2003 ISBN 3-428-11202-4
22. Rohmer – Schinkel. Mit ADB & NDB-Gesamtregister auf CD-ROM, second edition. 2005 ISBN 3-428-11203-2
23. Schinzel – Schwarz. Mit ADB & NDB-Gesamtregister auf CD-ROM, third edition. 2007 ISBN 978-3-428-11204-3.
24. Schwarz - Stader. Mit ADB & NDB-Gesamtregister auf CD-ROM, fourth edition. 2010 ISBN 978-3-428-11205-0.
25. Stadion - Tecklenborg. 2013 ISBN 978-3-428-11294-4.
26. Tecklenburg – Vocke. 2016 ISBN 978-3-428-11207-4
27. Vockerodt – Wettiner, 2020, ISBN 978-3-428-11208-1